# Stefan Karadja, Varna
Stefan Karadja (în bulgară Стефан Караджа) este un sat în comuna Vălci Dol, regiunea Varna,  Bulgaria. 

## Demografie
Componența etnică a satului Stefan Karadja
     Bulgari (24,47%)
     Romi (8,39%)
     Turci (64,89%)
     Nicio identificare (2,23%)
La recensământul din 2011, populația satului Stefan Karadja era de 715 locuitori. Din punct de vedere etnic, majoritatea locuitorilor (64,89%) erau turci, existând și minorități de bulgari (24,47%) și romi (8,39%). Pentru 2,23% din locuitori nu este cunoscută apartenența etnică.